# Barsaumá z Nisibisu
Tomáš Barsaumá z Nisibisu (také Barsauma, Barsuma, Bar Sauma apod., aramejsky ܒܪܨܘܡܐ‎; žil v 5. století) byl íránský křesťanský teolog, zakladatel školy v Nisibisu, biskup tohoto města. Jeho díla se dochovala v syrštině.

## Život
Barsaumá (tato přezdívka znamená Syn postu, tedy Ten, kdo se hodně postí) se narodil kolem roku 415 do íránské rodiny, která se ocitla v otroctví pravděpodobně v důsledku byzantsko-perských válek. Jako otrok byl majetkem Syřana, jistého Mará z Bét Kardú. Okolnosti jeho osvobození nejsou známy, pouze se ví, že se „vyznamenal na perské škole“ v Edesse. Právě na této škole konvertoval ke křesťanství. Byl žákem Ibase, díky kterému se seznámil s teologií Theodora z Mopsuestie.
V roce 434 nebo 435 Barsaumá opustil Edessu a odešel do svého rodného Íránu, kde působil jako kněz, učitel a teolog. Na biskupa z Nisibisu byl povýšen pravděpodobně po roce 450.
Po Ibasově smrti v roce 457, během období ostrých teologických sporů, mnoho teologů opustilo školu v Edesse a odtěhovalo se do Nisibisu. Biskup Barsaumá s pomocí svého přítele Narsaje založil ve svém městě univerzitu, jejíž organizaci věnoval mnoho úsilí. Sám tam učil, komentoval Písmo svaté.
Není známo, za jakých okolností si Barsaumá získal přízeň šáha Peroze I., který ho pověřil politickými úkoly. V jednom ze svých dopisů Barsaumá informoval katolika, že nemůže přijet do hlavního města, protože je zaneprázdněn velmi důležitými záležitostmi souvisejícími se stanovením hranice mezi Římany a Peršany; v jiném, že se účastnil mírových jednání mezi Íránem a Byzancí.
Jako biskup Nisibisu projevil Barsaumá velkou iniciativu – svolal několik místních synod, mimo jiné známou synodu v Béth Lapatu, organizoval liturgii církevního roku. Svou pozornost však věnoval především organizaci a patřičné úrovni školy. Dostal se do četných konfliktů s představenými perské církve, pozdějšími íránskými katoliky – Babajem a Akakem. Na synodech se mu však podařilo přesvědčit ostatní biskupy o většině svých teologických a disciplinárních názorů, protože měl silnou podporu šáha Peroze. Způsobil skandál, když se jako biskup oženil s bývalou jeptiškou jménem Mamai. Synody nepovolovaly sňatky biskupů, i když v jeho individuálním případě byl souhlas vysloven aspoň dodatečně.
Badatelé datují Barsaumovu smrt mezi roky 492 a 495.

## Dílo
Barsaumá byl pokračovatelem christologického myšlení Theodora z Mopsuestie a Ibase z Edessy. Jeho názory byly blízké nestorianismu a rozhodně nepřátelské monofyzitismu. Odmítal závěry efezského koncilu a všech následujících sněmů a věřil, že v Íránu nemají žádnou váhu. Ve svých spisech vyjadřoval odpor perských učenců vůči byzantské teologii. Vycházel mimo jiné z politických důvodů, protože křesťanství v Íránu by podle něj mělo mít jiný charakter, odlišný od byzantského. Kromě toho, že Barsaumá odmítal učení efezského koncilu, byl například odpůrcem celibátu a hájil právo biskupů uzavírat sňatky. Na rozdíl od perských zvyklostí ostře kritizoval tzv. příbuzenská manželství, tedy sňatky mezi blízkými příbuznými nebo sešvagřenými lidmi, hluboce zakořeněné v íránské kultuře.
Barsaumá byl autorem několika teologických pojednání, mnoha homilií, hymnů a dopisů. Byly napsány v syrském a perském jazyce. Téměř žádné se nedochovaly, ale jejich obsah známe z citací a diskusí syrských autorů a ze spisů perských synod. Dochovalo se pět jeho dopisů v syrštině, což jsou pravděpodobně překlady z perštiny. Byl autorem nejstaršího známého statutu křesťanské univerzity, do kterého sepsal předpisy upravující organizační záležitosti a chování studentů školy v Nisibisu. Dokument je ztracen, ale roku 496 bylo nalezeno několik jeho fragmentů a na jejich základě byl vytvořen takzvaný „starý statut“.